# Carport

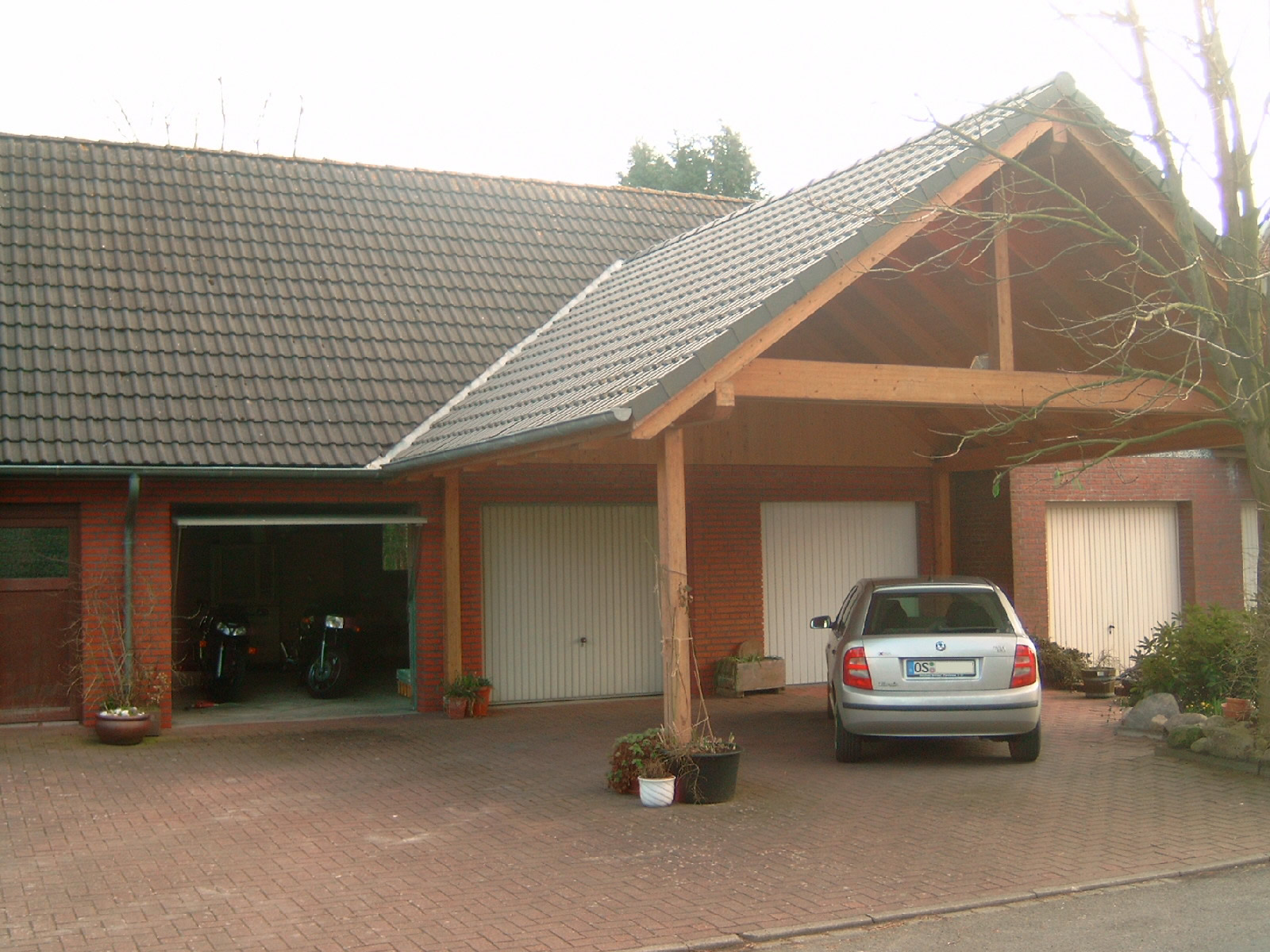
Carport framför garage.

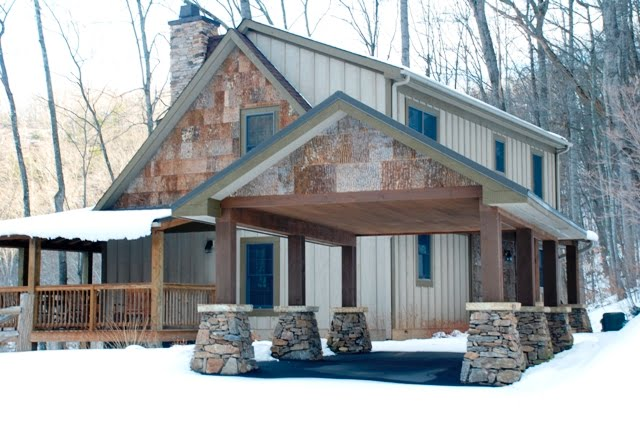
Fristående carport.

En carport (finlandssvenska biltak) är en täckt fordonsuppställningsplats. En carport är en anordning under vilken fordon, vanligen en personbil, kan parkeras. Den består av ett tak på stolpar, och kan ha högst två väggar. En carport skyddar mot snö, regn och solskador, men ger mindre skydd än ett garage mot vind och hindrar inte inbrott. En carport kan vara fristående eller sitta ihop med ett bostadshus alternativt monteras framför ett garage. I Sverige måste man på många håll ofta ha bygglov för att bygga en carport.